# Derambila iridoptera
Derambila iridoptera är en fjärilsart som beskrevs av Louis Beethoven Prout 1913. Derambila iridoptera ingår i släktet Derambila och familjen mätare. Inga underarter finns listade i Catalogue of Life.